# Дуб звичайний (Новоушицький район)
Дуб звича́йний — ботанічна пам'ятка природи місцевого значення в Україні. Розташована в межах Новоушицької селищної громади Кам'янець-Подільського району Хмельницької області, на південний схід від села Вільховець.
Площа 0,1 га. Статус присвоєно згідно з рішенням 17 сесії облради від 17.12.1993 року № 3. Перебуває у віданні ДП «Новоушицький лісгосп» (Струзьке л-во, кв. 36, вид. 7).